# Rette antiparallele
Due rette {\displaystyle r_{1}} e {\displaystyle r_{2}} si dicono antiparallele rispetto a due rette {\displaystyle s_{1}} e {\displaystyle s_{2}} quando gli angoli identificati dalle coppie {\displaystyle (r_{1},s_{1})} e {\displaystyle (r_{2},s_{2})} sono congruenti.
Sotto queste condizioni, anche gli angoli identificati dalle coppie {\displaystyle (r_{1},s_{2})} e {\displaystyle (r_{2},s_{1})} sono congruenti.

## Definizione

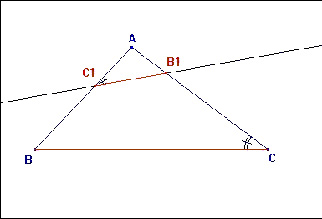
C_{1}B_{1} è antiparallelo a BC

Dato un triangolo ABC, da un qualsiasi punto C1 del lato AB conduciamo una retta C1B1 che seca il lato AC in B1 in modo tale che gli angoli AĈ1B1 e BĈA siano uguali tra di loro. Il segmento C1B1 prende il nome di segmento antiparallelo al lato BC rispetto all'angolo BÂC.

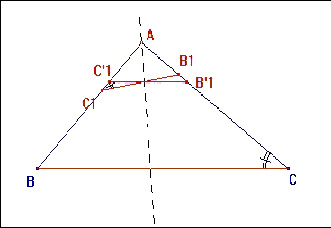
C_{1}B_{1} è antiparallelo a BC

Possiamo inoltre definire un segmento antiparallelo nel seguente modo: dato un triangolo ABC, un segmento è antiparallelo ad un suo lato rispetto ad un suo angolo quando il simmetrico rispetto alla bisettrice dell'angolo considerato è parallelo al lato considerato. 